# IR$
Pour les articles homonymes, voir IRS.
I.R.$. est une série de bande dessinée belge de Stephen Desberg et Bernard Vrancken racontant les aventures de Larry Max, un agent spécial de l’IRS.

## Fiche technique
- Scénario : Stephen Desberg
- Dessin : Bernard Vrancken
- Couleurs : Coquelicot
- Taille : format standard
- Nombre de pages : 48

## Synopsis
Déchiffrant les circuits d'évasion fiscale et de blanchiment d'argent comme personne, Larry Max dispose de tous les moyens informatiques nécessaires pour démanteler les connexions entre les grosses fortunes et le crime organisé. Dans sa première enquête (le diptyque La Voie fiscale/La Stratégie Hagen), l'un des dossiers les plus délicats qu'il a à traiter concerne un richissime juif américain, connu pour son engagement dans la restitution des biens confisqués par les nazis. Épluchant les comptes de ce milliardaire, Larry entame une dangereuse remontée aux origines troubles de son immense fortune… Sa seconde affaire (le diptyque Blue Ice/Narcocratie) consiste à arrêter des responsables du cartel de la drogue au Mexique.

## Présentation
La série est constituée de diptyques, chacun racontant une histoire indépendante. Le fil conducteur est la relation téléphonique ambiguë entre le héros et une opératrice de téléphone rose, Gloria.
De 2009 à 2011, la série dérivée, I.R.$. All Watcher, se concentre dans des one shots sur certains personnages secondaires rencontrés dans la série mère. La série complète, constituée de sept tomes, décrit une enquête sur une entité (organisation ou individu ?) qui fait disparaître à son profit des sommes énormes, tel un « trou noir financier ».
La série dérivée I.R.$. Team, constituée de quatre tomes publiés en 2013 et 2014, a pour sujet la corruption dans le monde du football.
Les séries dérivées ont fait appel à plusieurs dessinateurs différents.
Le poste d'agent spécial de l'IRS existe vraiment, il se nomme « IRS Criminal Investigation Special Agent ». Ces agents sont chargés d'enquêter sur les violations criminelles du droit fiscal américain, comme l'évasion fiscale ou le blanchiment d'argent. En tant qu'agent spéciaux, donc enquêteurs criminels, ils portent une arme et ont des prérequis physiques.

## Personnages principaux
- Larry B. Max : agent de l’Internal Revenue Service
- Gloria Paradise : opératrice de téléphone rose, son vrai nom est Kate Absynth, ancienne actrice célèbre
- Deborah Gaine : tueuse à gages au service de Moshe Geldhof
- Moshe Geldhof : ancien officier nazi d'Auschwitz ayant usurpé l'identité du vrai Geldhof pour s'emparer de ses comptes en banque en Suisse et ainsi échapper aux Russes
- Abraham Loewenstein : fonctionnaire juif qui se fait tuer par son « ami » Moshe Geldhof
- Lenni Geldhof : la fille de Moshe Geldhof. Elle connaît le secret de son père
- M. Goldman : spécialiste en histoire, qui connaît la « stratégie Hagen »
- Otto Gilstein : homme d'affaires israélien, lui-même ancien nazi

- Ryan Ricks : gros trafiquant de drogues américain, réfugié au Mexique
- Bill Payne : agent de la DEA impliqué dans les affaires de drogues
- agent Hidalgo : une agent de la DEA, le cartel de la drogue lui donne comme code « Bue Ice »
- Larenzio : petit ami de l'agent Hidalgo. A un lien avec le cartel de Ricks
- Dion Monterey : le patron du cartel des Monterey qui veut le vendre à Ricks
- Branco Caranca : agent mexicain du Bureau Fédéral des Narcotiques
- Diego Amato Peralta : patron du Bureau Fédéral des Narcotiques au Mexique
- Rafael Bogota : tueur à gages. Bras droit de Ryan Ricks

- Néruda Sumadayo : ancien dictateur asiatique, tué en exil en France avec son épouse
- le colonel Stosky : officier américain, qui se montre désagréable envers Sumadayo
- Silicia : une étrange tueuse à gages. Elle est à la solde de quelqu'un
- Sullivan : sénateur américain, qui a peut-être un lien avec Silicia
- Robert F. Max : le défunt père de Larry B. Max
- le Señor Ochoa : un riche homme qui ne veut pas lapider sa fortune par Silicia
- Lane Max : la sœur de Larry B. Max

- Johnny Madsen : ennemi de Robert Max, puis de Larry Max. Il tient une société fantôme et a pris les droits et les actions de la FOXX, studios de Robert F. Max
- Laurence Upshaw : associé et partenaire de Johnny Madsen
- Mohammed Ayoub : un kamikaze chargé d'affoler le marché du pétrole

- Monseigneur Markus Scailes : Directeur de l'Instituto Per le Opere Religiose
- le Major Reittmann : un officier nazi qui a pris des trésors pouvant compromettre l'Église et qui a profité des complicités d'une cellule au Vatican
- Czernaï et Yeleni : un couple raciste ayant hébergé le Major Reittmann
- Michele Paliacci : Directeur de la Banque du Vatican
- Wardo : tueur à gages qui fait cavalier seul
- le cardinal Spontini : homme d'Église qui se méfie de Scailes
- Toto : un petit Africain qui aide Larry B. Max

- Trina Dash : inspectrice de police, elle aide Larry Max dans ses enquêtes
- la Méduse : un homme riche qui s'offre le plaisir de Gloria Paradise à son insu
- Phoenix : bras droit de la Méduse. Il deviendra assassin
- John Caristo : saboteur. Il a préparé la mort de Robert Max et de sa femme
- le président Sanderson : Celui qui a commandité la mort de Robert Max

- Ianfu : chef de la mafia thaïlandaise
- Laroya Armstrong : elle surveille Larry Max qui est en quête d'un trésor

## Albums

### Série principale

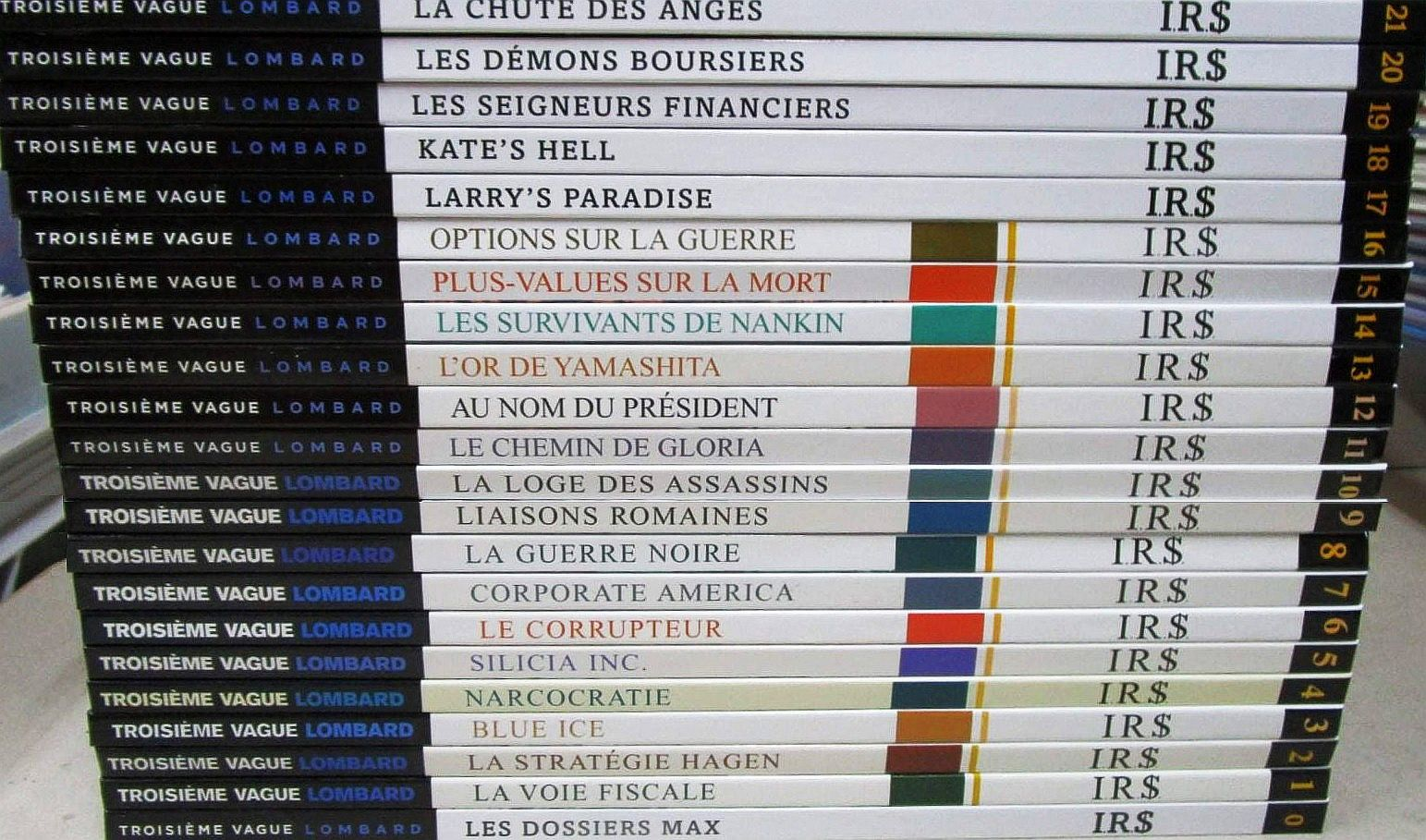
IR$ 0 à 21.

I.R..$ est publié par Le Lombard dans la collection « Troisième vague ».
- 0 : One shot

Les dossiers Max (2019)
- Cycle I : Les Nazis et l’Or juif

1. La Voie fiscale (1999)[2]
2. La Stratégie Hagen (2000)

- Cycle II : Narcotrafics

1. Blue Ice (2001)
2. Narcocratie (2002)

- Cycle III : Federal Corruption

1. Silicia Inc. (2003)
2. Le Corrupteur (2004)

- Cycle IV : Pétrodollars

1. Corporate America (2005)
2. La Guerre noire (2006)

- Cycle V : Les Comptes secrets du Vatican

1. Liaisons romaines (2007)
2. La Loge des assassins (2008)

- Cycle VI : Hollywood Connection

1. Le Chemin de Gloria (2009)[3]
2. Au nom du Président (2010)

- Cycle VII : L'Orient extrême

1. L’Or de Yamashita (2011)
2. Les Survivants de Nankin (2012)

- Cycle VIII : Trafiquants d'âmes

1. Plus-values sur la mort (2014)
2. Options sur la guerre (2015)

- Cycle IX : Undercover

1. Larry's paradise (2016)
2. Kate's Hell (2017)

- Cycle X : Alt-right

1. Les Seigneurs financiers (2018)
2. Les Démons boursiers (2019)

- Cycle XI : ...

1. La Chute des anges (2020)
2. La Résurrection des condamnés (2021)

- Cycle XII: ...

1. Fraude à la terre (2022)
2. Les prédateurs climatiques (2024)

### Séries dérivées
- I.R.$. All Watcher, Le Lombard, coll. « Troisième Vague » :

1. Antonia (dessin d’Alain Queireix, 2009)[4]
2. La Nébuleuse Roxana (dessin de Daniel Koller, 2010)
3. Petra (dessin d’Alain Queireix, 2010)
4. La Spirale Mc Parnell (dessin d’Andrea Mutti, 2010)
5. Mia Maï (dessin de Marc Bourgne, 2010)
6. La Théorie des cordes fiscales (dessin de Daniel Koller, 2011)
7. Le Trou noir financier (dessin de Marc Bourgne, 2011)

- I.R.$. TEAM, Le Lombard, coll. « Troisième Vague » :

1. Football connection (2013), Marc Bourgne (Dessinateur), Stephen Desberg (Scénario)
2. Wags (2013), Daniel Koller (Dessinateur), Stephen Desberg (Scénario)
3. Goal business (2014), Daniel Koller (Dessinateur), Stephen Desberg (Scénario)
4. Le Dernier Tir (2014), Marc Bourgne (Dessinateur), Stephen Desberg (Scénario)